# Gevlebrug

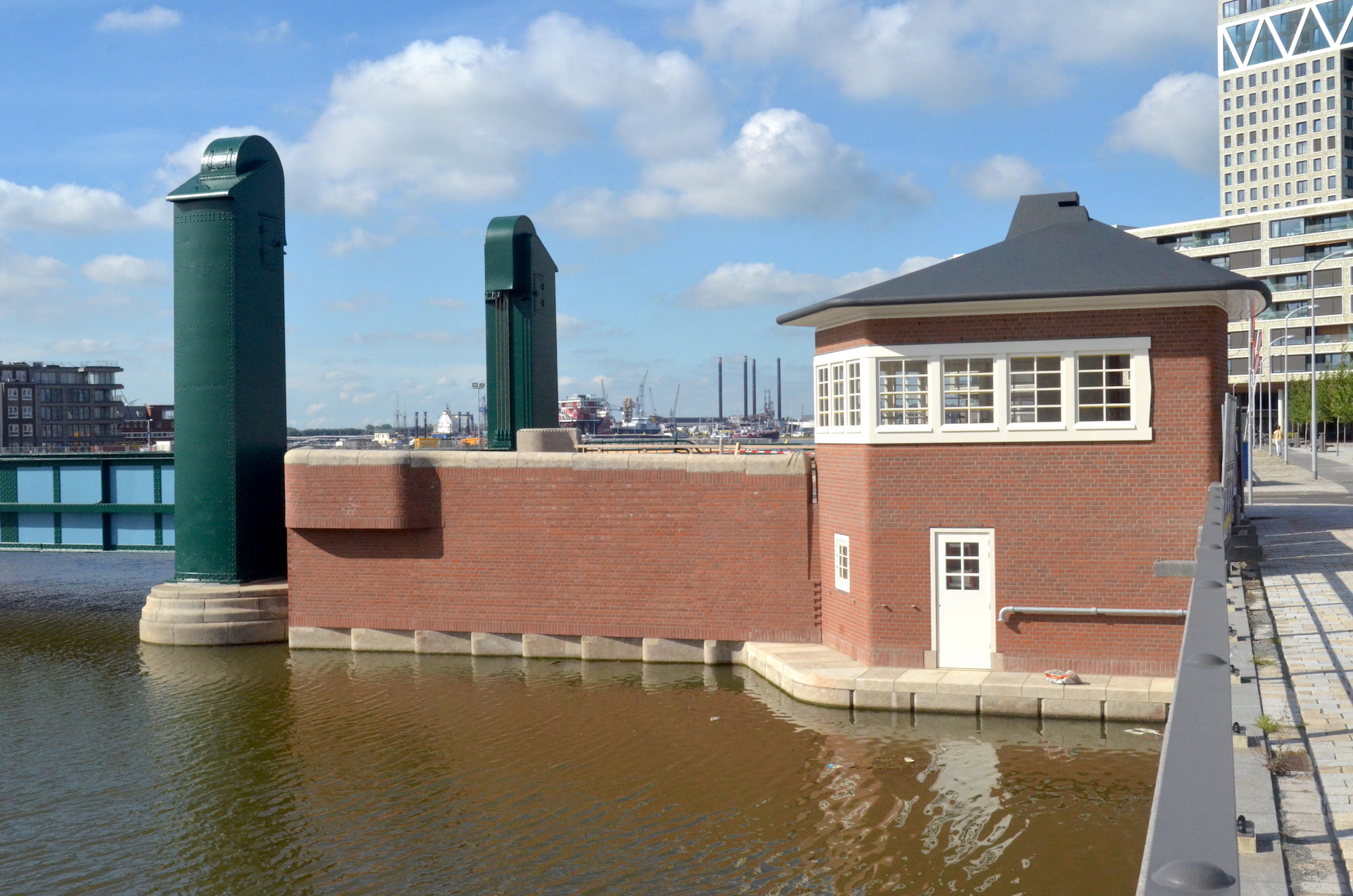
Het herbouwde bakstenen brughuisje naar ontwerp van Piet Kramer; juli 2020.

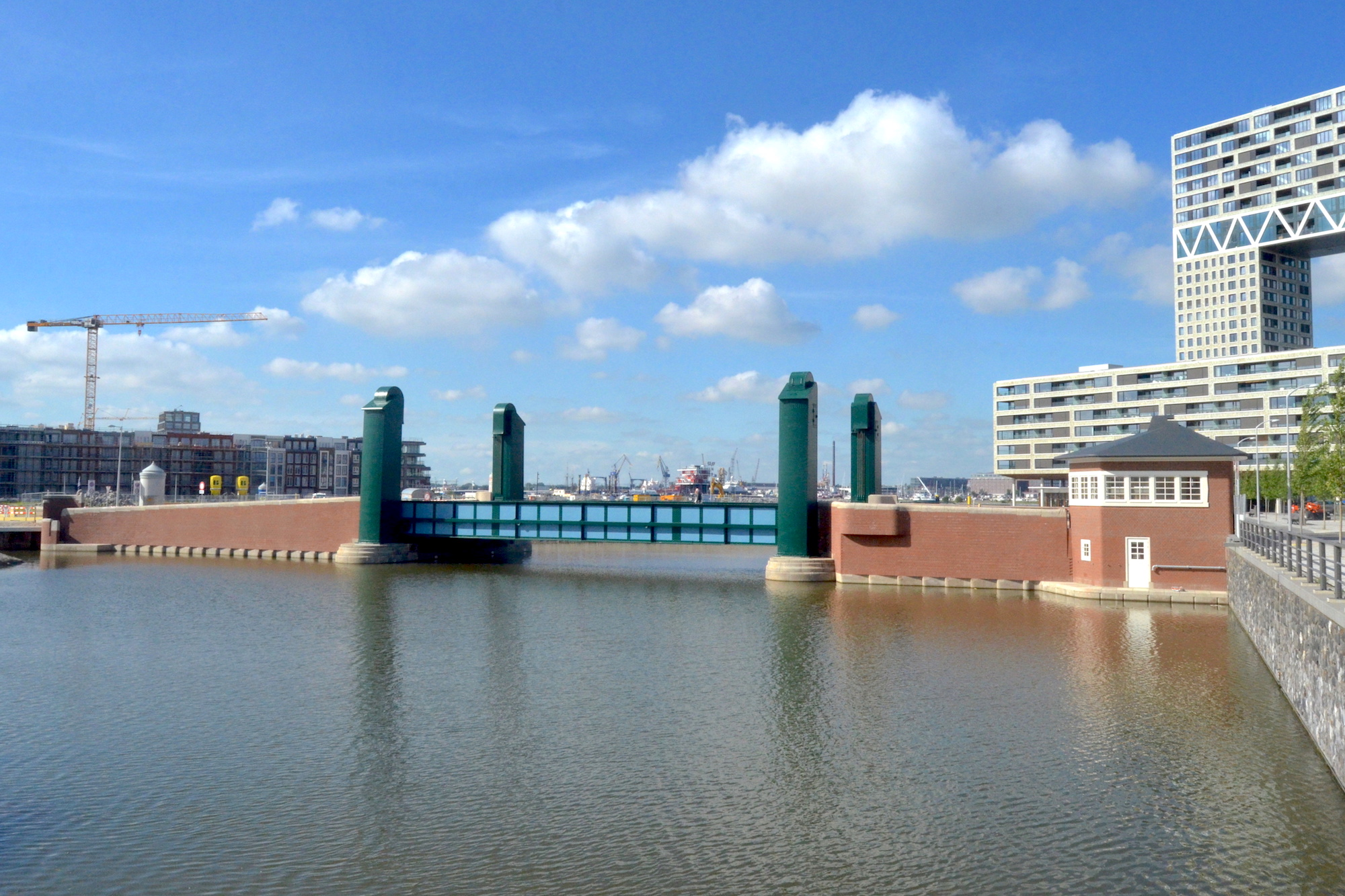
De Gevlebrug met rechts het brugwachtershuisje en het Pontsteigergebouw; juli 2020.

De Gevlebrug (brug 2430) is een in 2019-2020 gebouwde brug in Amsterdam-West. De brugnaam verwijst naar de Zweedse Oostzeehaven Gävle, die belangrijk was voor de houthandel met Amsterdam. Het is ook een verwijzing naar de Gevleweg, die ooit werd aangelegd in de Houthavens, maar bij de herinrichting onder het zand verdween.
De brug geeft toegang tot de wijk Houthaven, die in de jaren 2010-2020 werd gebouwd. Vanaf het IJ komt via deze brug ook toegang tot een nog aan te leggen jachthaven bij de Tasmanstraat.

## Geschiedenis
De Gevlebrug is een hergebruikte voormalige hefbrug uit 1930, ontworpen door Piet Kramer en Cornelis Biemond De voormalige brug 276 was de overbrugging van de Oostertoegang in de De Ruijterkade, nabij het Centraal Station. De in zijn laatste jaren lichtgrijze hefbrug deed daar tot 2001 dienst voor fietsers en voetgangers. De brug paste niet in de herinrichting van de IJ-oever en werd daarom vervangen. Hij werd opgeslagen voor eventueel later hergebruik.
Toen het ontwerp van de Houthavens vorderde, koos men ervoor de brug daar te herplaatsen. Hij werd qua ontwerp een voorbeeld voor andere bruggen in die omgeving, zoals de Helsingforsbrug en de Windaubrug. Ze kregen het uiterlijk van een hefbrug, maar het zijn vaste bruggen.
In het voorjaar van 2019 werd de brug in de Mercuriushaven geschoond en vervolgens naar Amsterdam-Noord getransporteerd voor renovatie. Tegelijkertijd werden de stenen onderdelen van de landhoofden op de nieuwe plaats opgebouwd. Ook het door Kramer ontworpen brugwachtershuisje is herbouwd in beton en baksteen; het wordt een toegang tot een ondergrondse parkeergarage. Het ontwerp moest wel worden aangepast om er de nieuwe functie in onder te kunnen brengen. Architect Henk Meijer heeft in de stijl van Kramer, met gebruik van de oorspronkelijke tekeningen en details, een nieuw ontwerp gemaakt.
In november 2019 werd het brugdek gelegd; in december gevolgd door de plaatsing van de heftorens; ook de jaarstenen (1930) zijn toen aangebracht. Het oude hefmechanisme is niet herplaatst, de nieuwe brug heeft geen hefmogelijkheid. In maart 2020 werd het kunstwerk opengesteld voor gemotoriseerd verkeer. Daarna werd het brugwachtershuisje afgebouwd. 
Een op deze hefbrug gelijkend exemplaar, de Omvalbrug, is te vinden in Amsterdam-Oost.

## Amsterdamse School
De Gevlebrug is een van vijftien bruggen die in de wijk Houthavens de verbindingen vormen tussen verschillende kunstmatige eilanden. De Gevlebrug en Helsingforsbrug verbinden de wijk met de omliggende verkeerswegen.
Alle bruggen, behalve de Gevlebrug, zijn ontworpen door Verburg Hoogendijk Architecten, Parkland Landschapsarchitecten en Paul de Kort. Zij lieten zich inspireren door de Amsterdamse bruggenarchitect Piet Kramer. Zijn bruggen zijn veelal gebouwd in de stijl van de Amsterdamse School. In gemoderniseerde vorm wordt deze stijl teruggevonden in de bebouwing van het Memeleiland, geïnspireerd op de Spaarndammerbuurt, net ten zuiden van de wijk Houthaven.

## Afbeeldingen

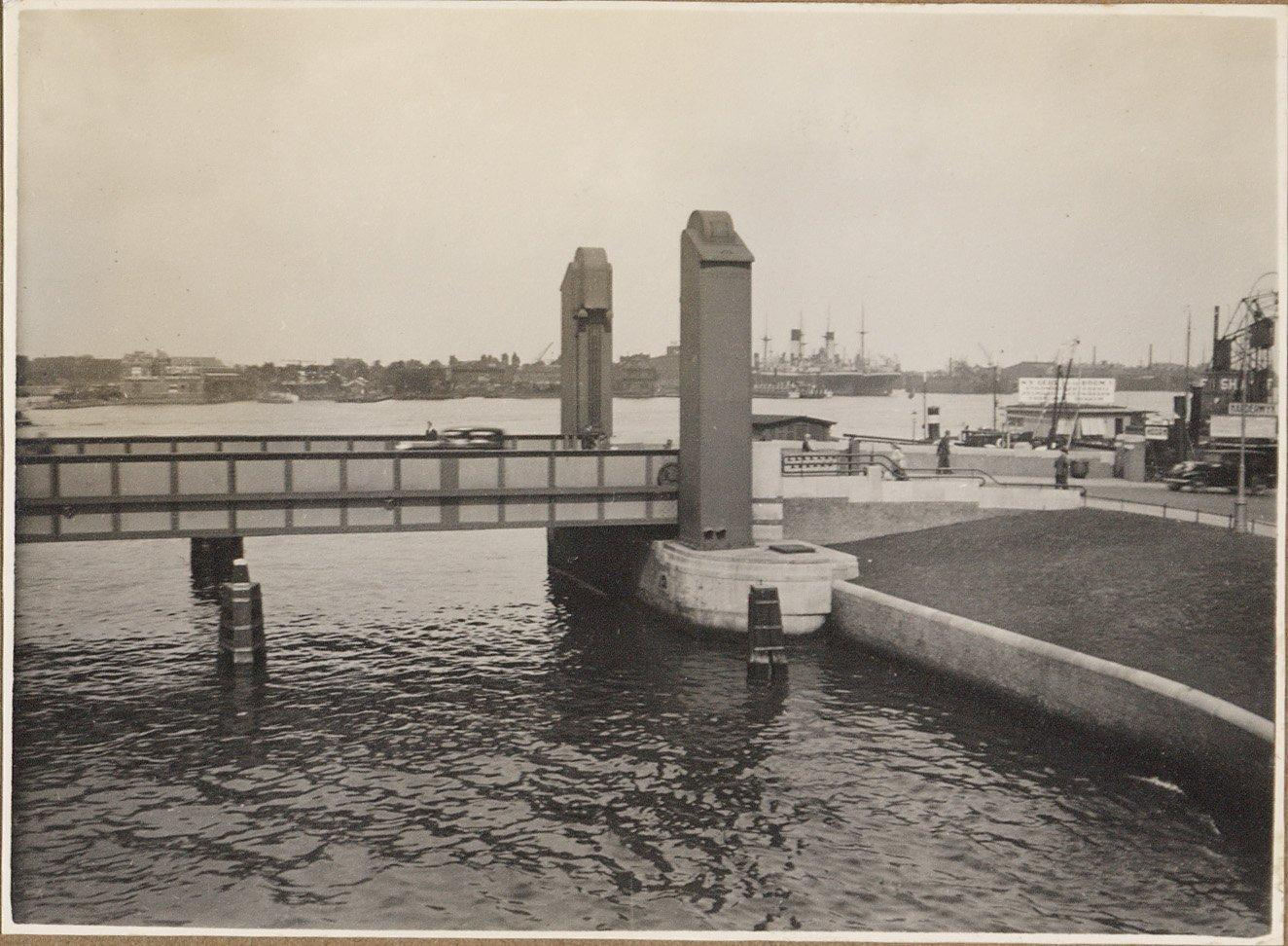
De hefbrug op haar oude plek (circa 1930)
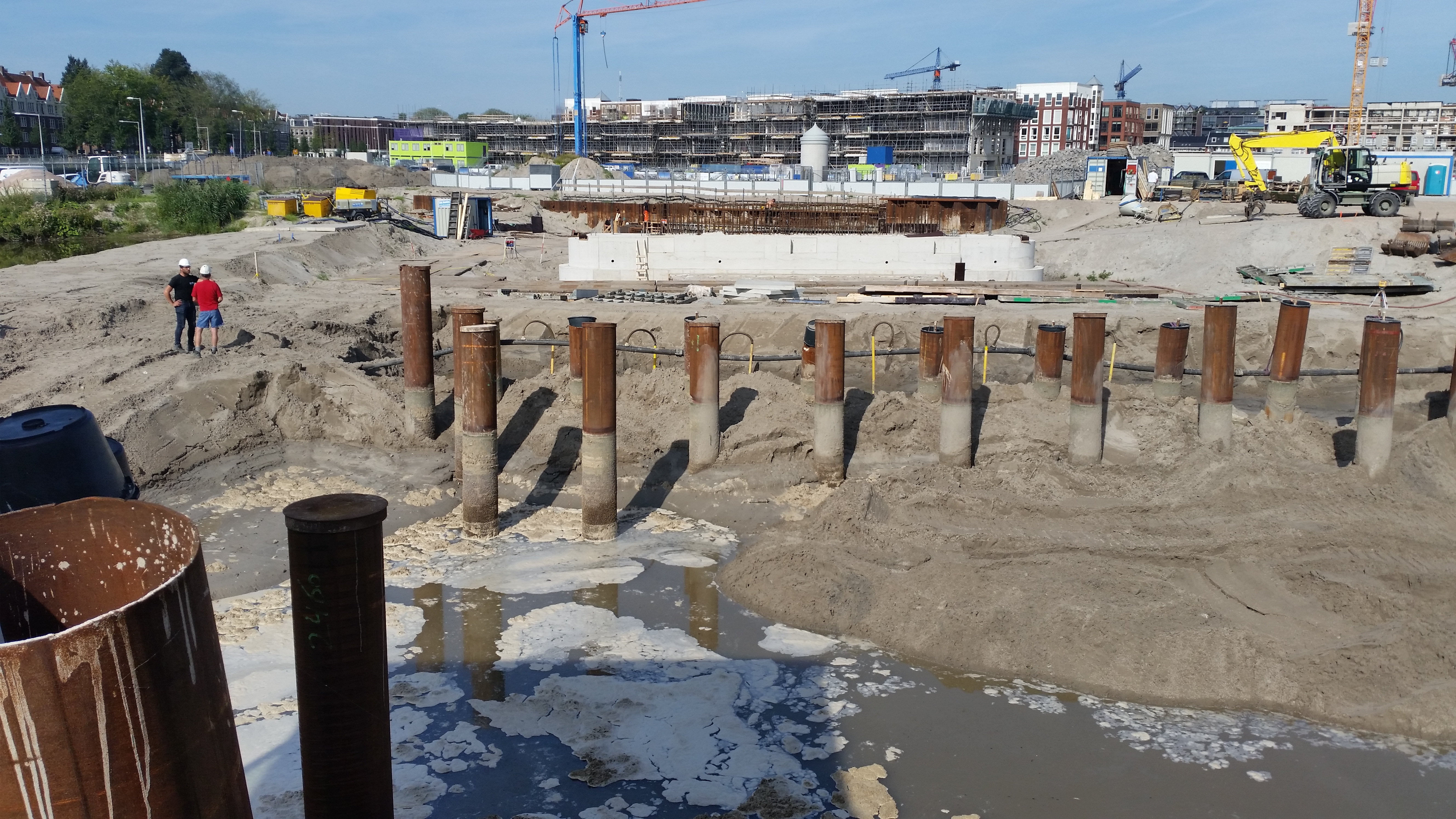
Gevlebrug in opbouw (augustus 2019)
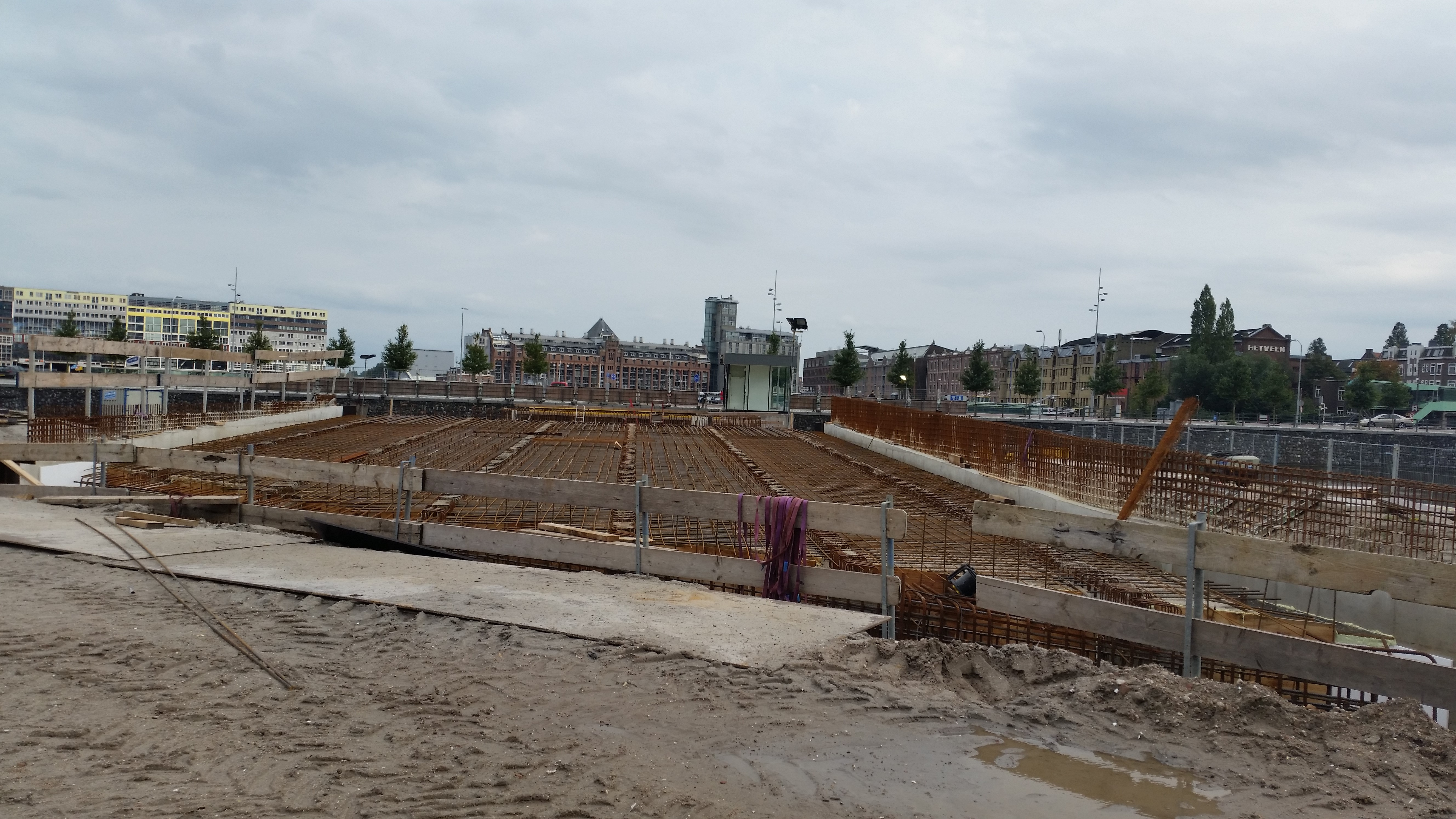
Westelijk landhoofd voor de Gevlebrug (oktober 2019)
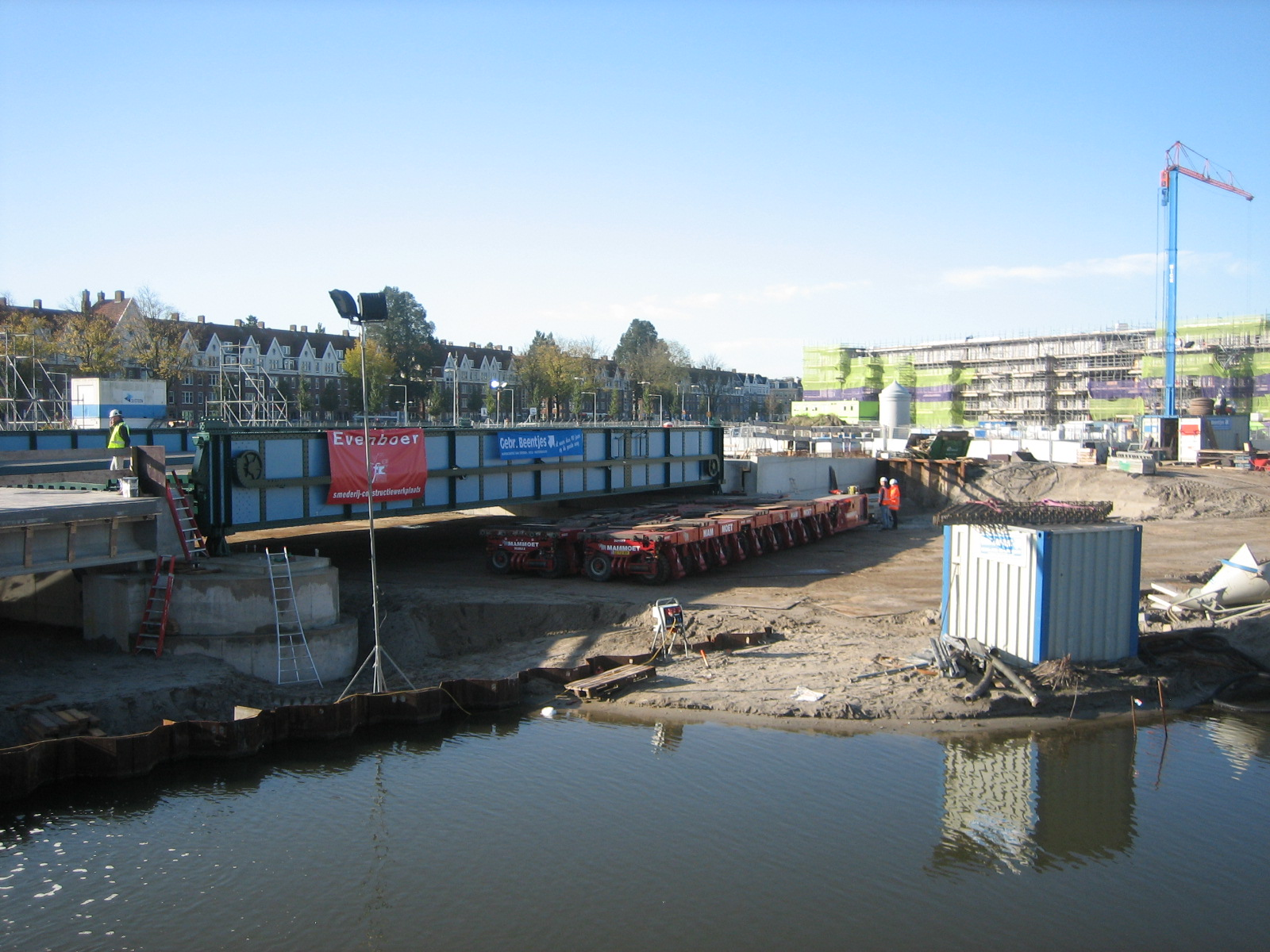
Het brugdek is zojuist geplaatst (8 november 2019)
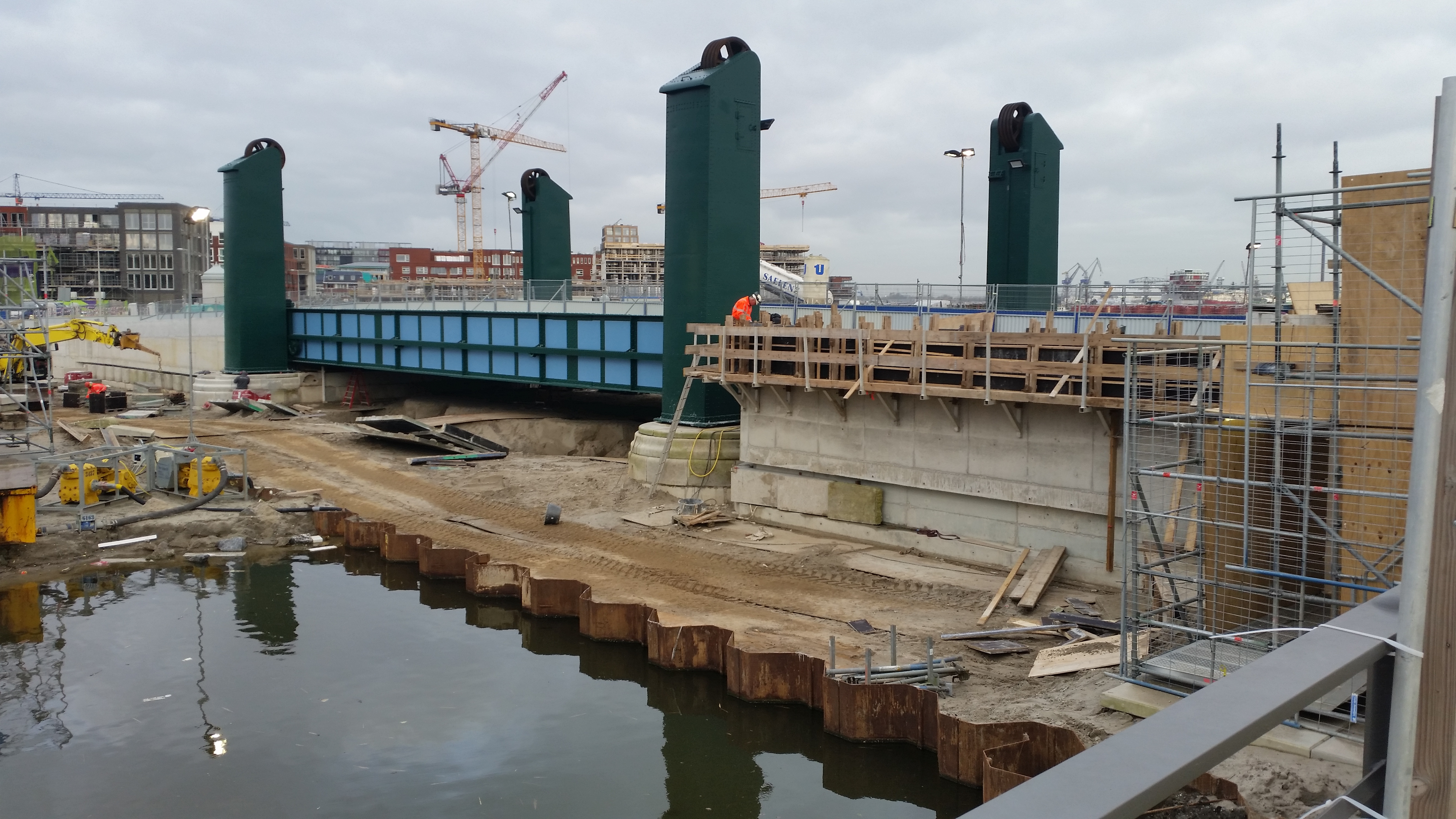
Gevlebrug met heftorens (30 januari 2020)
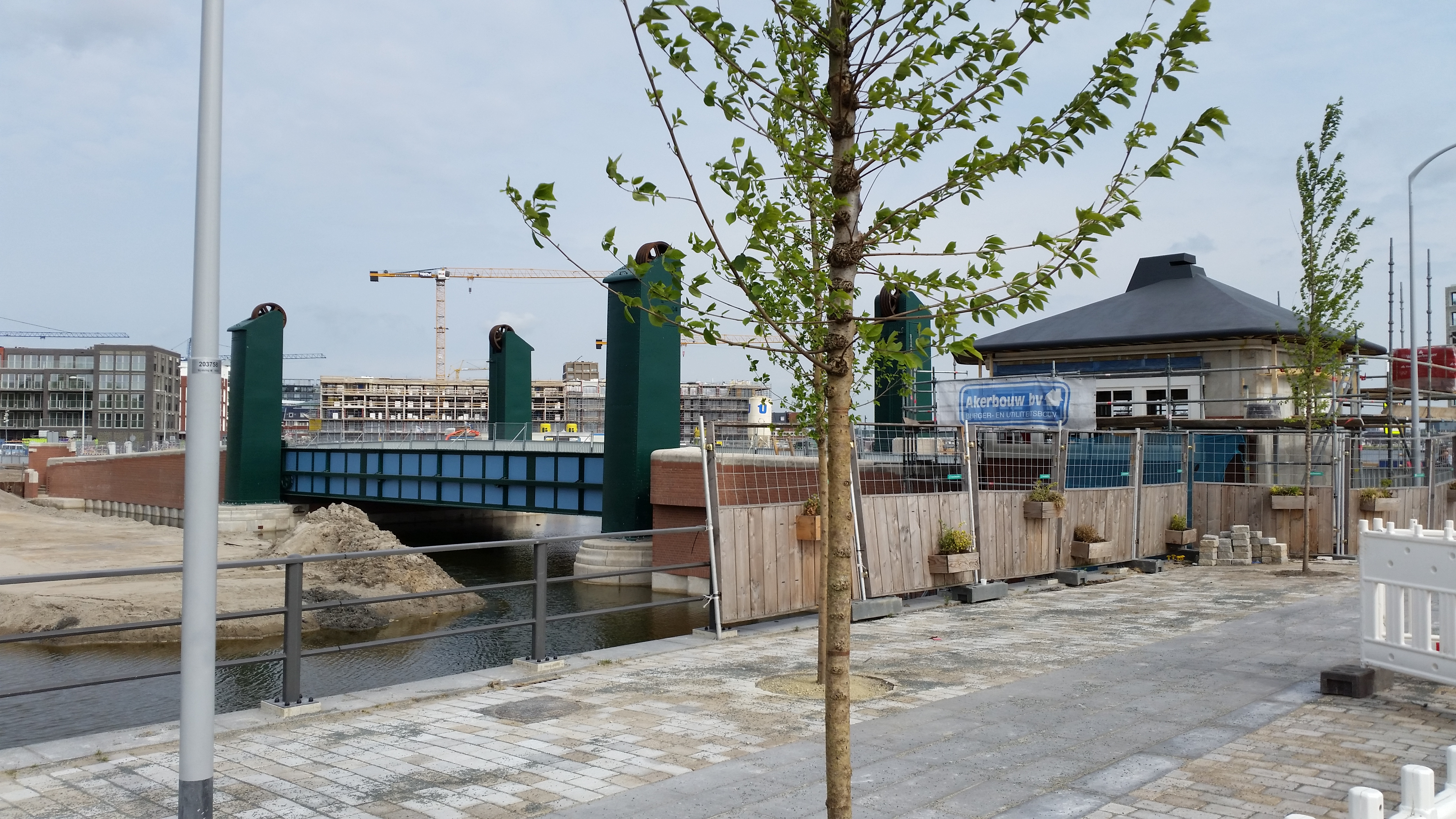
Gevlebrug met rechts het brugwachtershuisje (mei 2020)
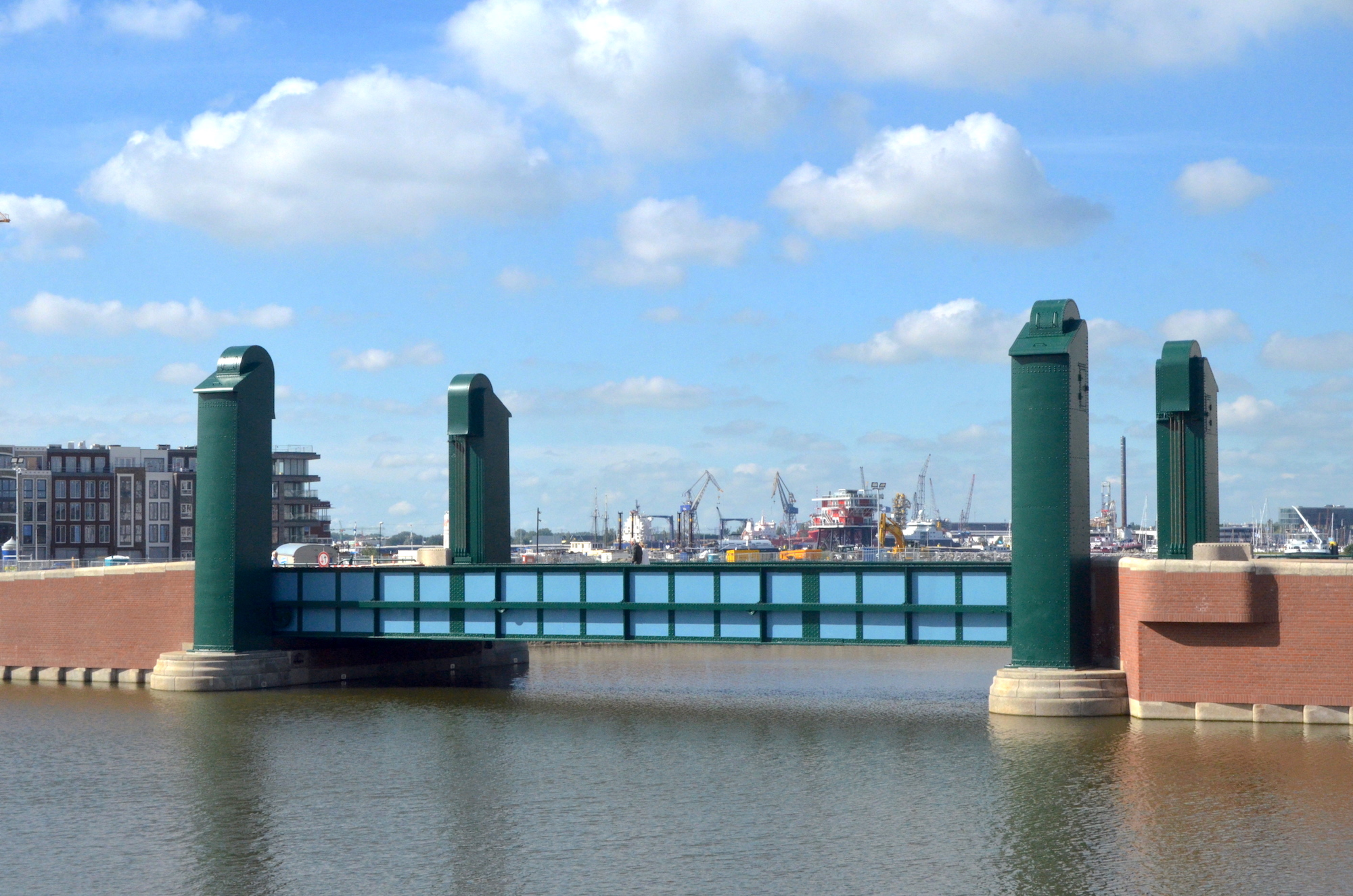
De hefbrug met de karakteristieke heftorens, weer hersteld in grotendeels oorspronkelijke staat; juli 2020.
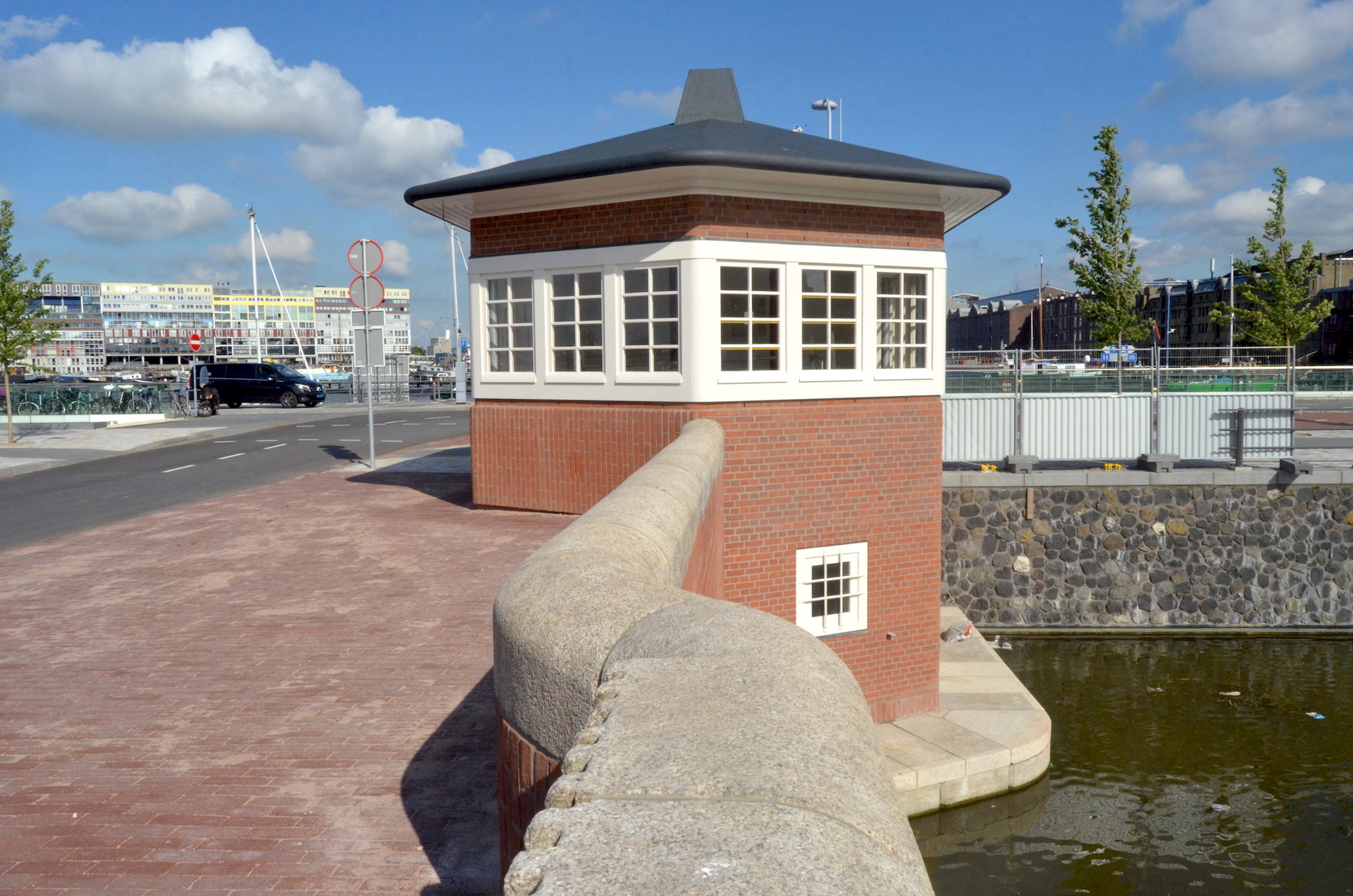
Het bakstenen brugwachtershuisje in de stijl van de Amsterdamse School; juli 2020.

Elseneurbrug · Gevlebrug · Helsingforsbrug ·  Kalmarbrug · Kolbergbrug · Koningsbergenbrug · Kronstadtbrug · Lübeckbrug · Pernaubrug · Pilaubrug · Rostockbrug · Stralsundbrug · Windaubrug · Wisbybrug · Wismarbrug
2400 · 2401 · 2402 · 2403 · 2404 · 2405 · 2406 · 2407 · 2408 · 2409 ·  2410 · 2411 · 2412 · 2413 · 2414 · 2415 · 2421 · 2422 · 2423 · 2424 · 2425 · 2426 · 2427 · 2428 · 2429 · 2430 · 2431 · 2432 · 2433 · 2434 · 2435 · 2436 · 2437 · 2438 · 2439 · 2441 · 2451-2453 · 2454 · 2455 · 2456 · 2457 · 2459 · 2461 · 2462 · 2468 · 2469 · 2470 · 2471 · 2472 · 2473 · 2474 · 2475 · 2476 · 2477 · 2478 · 2480 · 2481 · 2482 · 2483 · 2484 · 2485 · 2486 · 2487 · 2488 · 2489 · 2490 · 2491 · 2492 · 2493 · 2494-2499
Brugnummers 2416, 2417, 2418, 2419, 2420, 2441, 2442, 2443, 2444,  2445, 2446, 2447, 2448, 2449, 2450, 2458, 2460, 2463, 2464, 2465, 2466, 2467, 2479 zijn niet vergeven.